# سان بروسبيرو
سان بروسبيرو (بالإيطالية: San Prospero)‏ هي بلدية في مقاطعة مودينا في إقليم إميليا رومانيا الإيطالي.

## السكان
في سنة 1861 بلغ عدد السكان 3٬395 نسمة، وتطور العدد ليصل في سنة 2011 لـ 5٬841 نسمة.
يظهر هذا المخطط البياني تطور النمو السكاني لـ سان بروسبيرو